# St. Michael (Alxing)

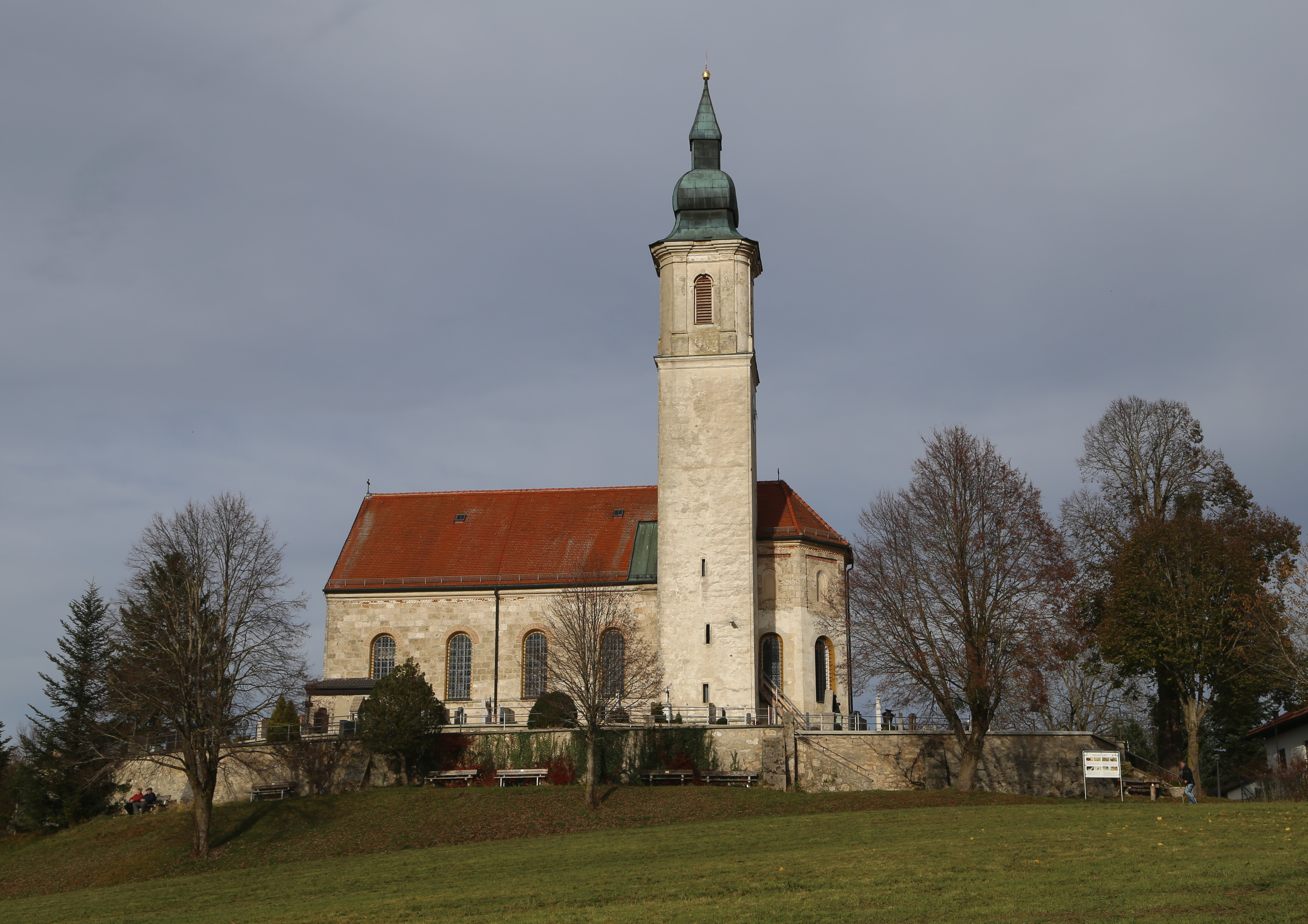
St. Michael in Alxing

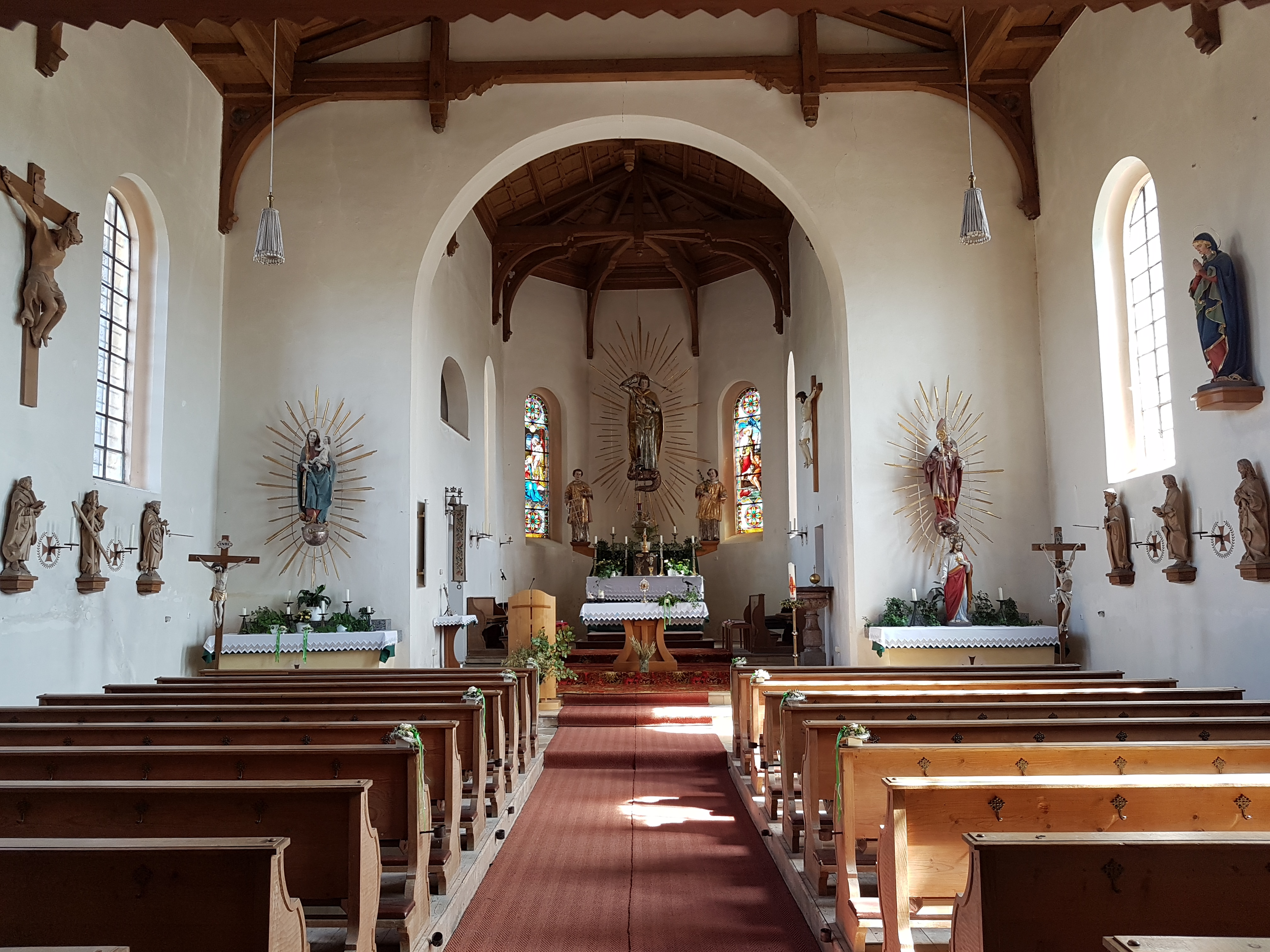
Innenraum

Die römisch-katholische Pfarrkirche St. Michael steht in Alxing, einem Gemeindeteil von Bruck im oberbayerischen Landkreis Ebersberg. Das Bauwerk ist in der Liste der Baudenkmäler in Bruck unter der Nr. D-1-75-114-7 eingetragen. Die Kirche gehört zum Pfarrverband Moosach im Dekanat Ebersberg (Erzbistum München und Freising), ihr zugeordnet sind die Nebenkirchen St. Kastulus (Pullenhofen) und St. Georg (Taglaching).

## Beschreibung
Das Langhaus der Saalkirche wurde 1858 aus Quadermauerwerk neu erbaut. Im Osten steht der eingezogene, dreiseitig geschlossene, spätgotische Chor, an dessen Nordwand die zweigeschossige Sakristei und an dessen Südwand der Chorflankenturm angebaut sind, dessen untere Geschosse spätgotisch sind. Der Chorflankenturm wurde mit einem Geschoss aufgestockt, dessen abgeschrägte Ecken von Pilastern flankiert werden, das den Glockenstuhl mit vier Kirchenglocken beherbergt, von denen die drei Gussstahlglocken 2016 ersetzt wurden. Darauf sitzt eine Welsche Haube. Die Kirchenausstattung stammt von 1960 bis auf die geschnitzten Skulpturen des Laurentius von Rom und des heiligen Stephanus aus dem 18. Jahrhundert.

## Orgel
Die Orgel mit 11 Registern auf einem Manual und Pedal wurde von Jakob Müller (Tuntenhausen) im Ersatz für eine Orgel mit 4 Registern aus dem Jahr 1814 im Jahr 1855 neu gebaut. Die Disposition lautet:
| Manual C–c3 |       |
| Principal   | 8′    |
| Salicional  | 8′    |
| Gedeckt     | 8′    |
| Hohlflöte   | 8′    |
| Gamba       | 8′    |
| Octav       | 4′    |
| Quint       | 2 ⁄3′ |
| Flautino    | 2′    |
| Mixtur IV   | 2′    |

| Pedal C–g |     |
| Subbaß    | 16′ |
| Octavbaß  | 8′  |

- Bemerkungen: neuromanischer Prospekt
- Koppeln: M/P